# 针叶混交林

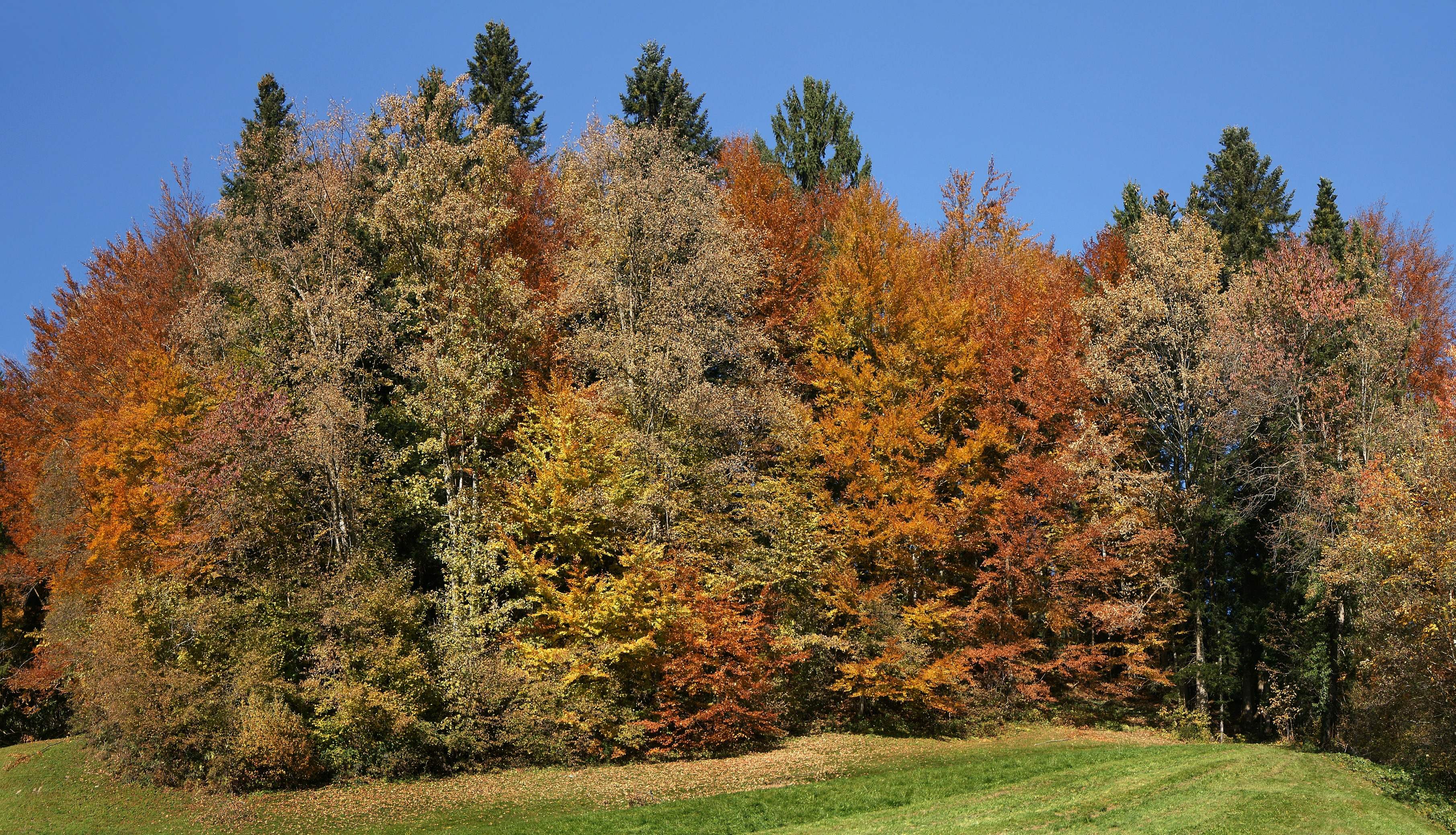
混交林（奧地利，攝於2009年秋季）

針葉混交林（英語：Mixed coniferous forest）是位於山區，以闊葉樹與針葉樹混合為主的森林類型，主要的分布範圍在北緯40度至60度的歐洲西緣、北美洲東緣以及亞洲東緣。